# Mala Goba
Mala Goba je naselje v Občini Litija.